# Karlsverein

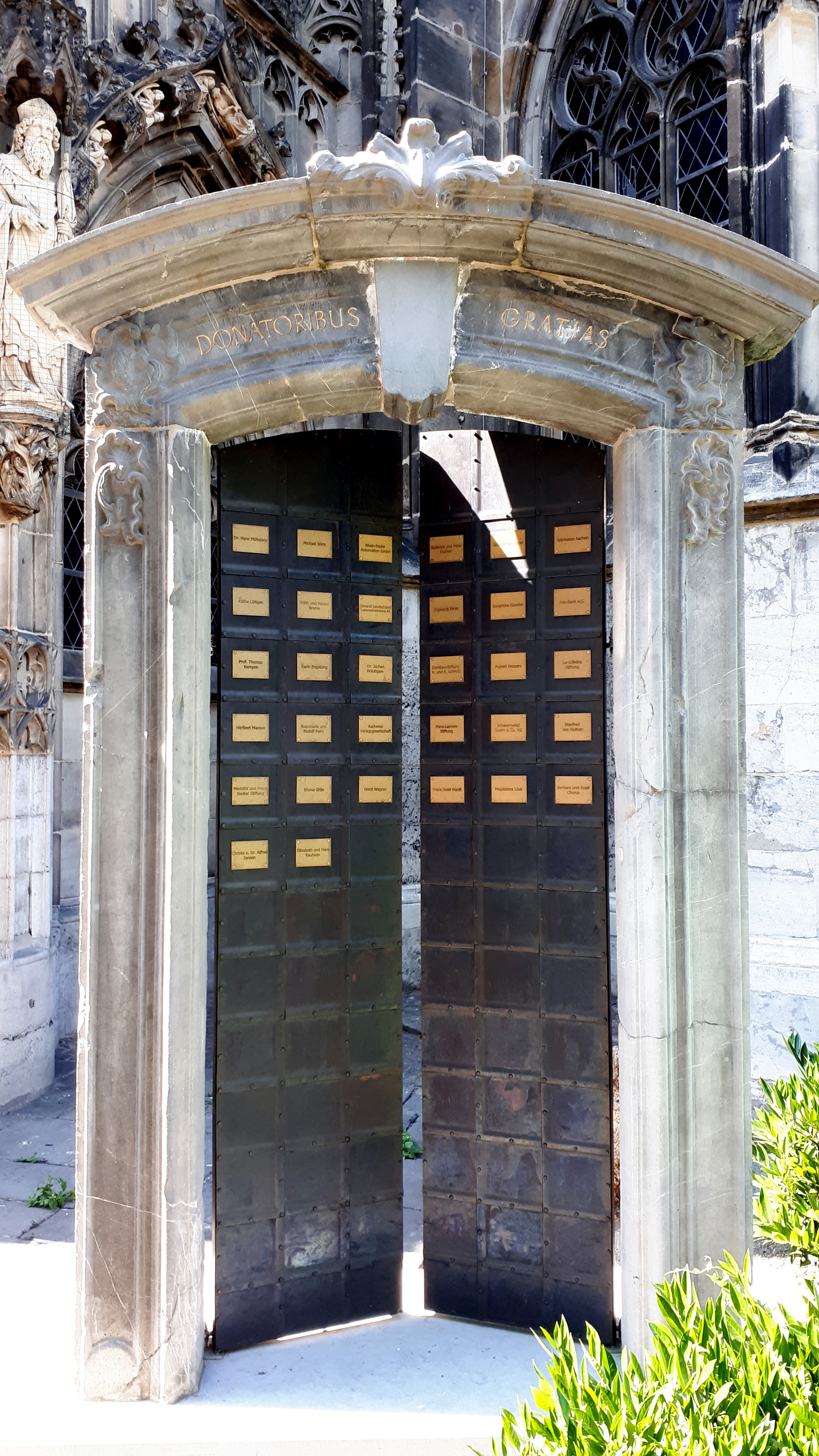
Ehem. Portaltür mit den Plaketten der Stifter

Der Karlsverein-Dombauverein, meist nur Karlsverein genannt, ist ein gemeinnütziger Verein zur Förderung der Bewahrung und Restaurierung des Aachener Doms und arbeitet eng mit der Dombauhütte Aachen zusammen.

## Geschichte
Der Verein wurde 1847 von Aachener Bürgern als Karlsverein zur Restauration des Aachener Münsters gegründet. Seit dem 17. April 1899 ist er eine juristische Person durch königlich-preußische Kabinettsorder. Im Laufe der Zeit änderte der Verein seinen Namen von Karlsverein zur Restauration des Aachener Münsters über Karlsverein zur Wiederherstellung des Aachener Münsters und Karlsverein zur Wiederherstellung des Aachener Domes (nach der Begründung des Bistums Aachen 1930) bis zum heutigen Namen Karlsverein-Dombauverein.
Der Verein hat derzeit (2016) knapp über 2.750 Mitglieder. Protektor des Vereins ist der jeweilige Bischof von Aachen, der ebenso wie der jeweilige Dompropst und Oberbürgermeister per Amt dem Vorstand angehören. Derzeitiger Vorsitzender des Karlsvereins ist der Vorstandsvorsitzende der Sparkasse Aachen, Hubert Herpers.
Jährlich gibt der Karlsverein die Schriftenreihe Karlsverein-Dombauverein heraus, welche bis 2015 siebzehn Bände umfasst. Der Karlsverein hat die Trägerschaft und Verwaltung der Dr. Hans Müllejans-Stiftung übernommen, deren Zweck die finanzielle Unterstützung der Sanierungs- und Instandhaltungsmaßnahmen im Sinne der Denkmalpflege ist. Von anfänglich 200.000 Euro ist das Stiftungsvermögen durch Zustiftungen auf mittlerweile rund 700.000 Euro angewachsen.

## Spenderportal
Im Jahr 2021 wurde auf Veranlassung des Karlsvereins eine alte, barock gestaltete „Portaltür“ im Domgarten an der Ostseite des Aachener Doms im Bereich Münsterplatz aufgestellt. Sie war von 1449 bis 1772 Teil der Annakapelle des Doms. Nach deren Verbindung mit der Matthiaskapelle wurde das nicht mehr benötigte Portal im barocken Stil saniert und als einzelnes Ausstellungsobjekt bis 1865 im Domgarten aufgestellt. Danach landete das Portal auf dem Bauhof, bis es von einem Aachener Steinmetz im Jahr 2001 entdeckt und originalgetreu saniert und 2021 wieder aufgestellt wurde. An den beiden kupfernen Flügeltüren sind Plaketten mit den Namen oder Institutionen der Spender des Karlsvereins angebracht, die mindestens 25.000 Euro espendet haben. Auf dem abgerundeten Türsturz wurden demgemäß die Dankesworte: „donatoribus gratias“ (Dank den Spendern) eingraviert.